# Bondarivka, Korosten
Bondarivka (în ucraineană Бондарівка) este localitatea de reședință a comunei Bondarivka din raionul Korosten, regiunea Jîtomîr, Ucraina.

## Demografie
Componența lingvistică a localității Bondarivka
     Ucraineană (98,39%)
     Rusă (1,41%)
     Alte limbi (0,2%)
Conform recensământului din 2001, majoritatea populației localității Bondarivka era vorbitoare de ucraineană (98,39%), existând în minoritate și vorbitori de rusă (1,41%).